# Nefazodonă
Nefazodona (cu denumirea comercială Serzone, printre altele) este un medicament antidepresiv atipic, fiind utilizat în tratamentul depresiei majore. Calea de administrare disponibilă este cea orală. În prezent, utilizările sale sunt limitate, și medicamentul a fost retras din cauza hepatotoxicității severe. Acționează ca antagonist serotoninergic.